# 야스우시역
야스우시역(일본어: 安牛駅)은 일본 홋카이도 데시오 군 호로노베정에 위치한 홋카이도 여객철도 소야 본선의 철도역이다. 역 번호는 W69이며, 단선 승강장 1면 1선의 구조를 갖춘 지상역이다.

## 이용 현황
- 1981년 : 13명
- 1992년 : 4명

## 역 주변
- 데시오강

## 역사
- 1925년 7월 20일 : 국유철도 데시오미나미 선 도이칸베쓰 역 - 호로노베 역간 연신 개통에 수반해 개업. 일반역.
- 1926년 9월 25일 : 데시오미나미 선과 데시오키타 선을 통합해 선로명을 데시오 선으로 개칭, 그것에 수반해 이 선의 역이 된다.
- 1930년 4월 1일 : 데시오 선을 소야 본선으로 편입, 그것에 수반해 이 선의 역이 된다.
- 1977년 5월 25일 : 화물 취급 폐지.
- 1984년
  - 2월 1일 : 소화물 취급 폐지.
  - 11월 10일 : CTC 도입에 수반한 합리화에 의해 무인화.
- 1987년 4월 1일 : 일본국유철도 분할 민영화에 의해, 홋카이도 여객철도에 승계.
- 1980년대 후반 - 1990년대 전반 : 역사 개축, 화차 역사로 된다.
- 2021년 3월 13일：이용자 감소에 따라 폐지.

## 인접 역
| 소야 본선                      | 소야 본선   | 소야 본선                        |
| ------------------------------ | ----------- | -------------------------------- |
| W68 오놋푸나이 아사히카와 방면 | ■ 소야 본선 | 미나미호로노베 W70 왓카나이 방면 |